# 鏡 (拉威爾)
組曲《鏡》（法語：Miroirs）是莫里斯·拉威爾於1905年在30歲時所創作的作品，总计由5首鋼琴曲組成的組曲。
1906年1月6日在巴黎的國民音樂協奏演奏會上，由里卡多·韋恩斯初次演出。

## 構成
全曲約30分鐘。各曲也經常有單獨演奏的機會，特別是「丑角的晨歌」。各曲獻給拉威爾所屬「暴徒會」的一位成員。
1. 夜蛾（Noctuelles）：獻給詩人雷恩-保羅·法格（Léon-Paul Fargue）。
2. 悲鳥（Oiseaux tristes）獻給初演者的里卡多·韋恩斯（Ricardo Viñes）。
3. 海上孤舟（Une barque sur l'ocean）獻給畫家保羅·蘇德（Paul sordes）。
4. 丑角的晨歌（Alborada del gracioso）獻給評論家卡弗葛萊西（Michel Dimitri Calvocoressi）,此曲被公认为拉威尔最难的钢琴曲之一。
5. 鐘谷（La vallée des cloches）獻給作曲家莫里斯·德拉志（Maurice Delage）。

## 管弦樂版
第三首「海上孤舟」以及第四首「丑角的晨歌」由作曲者自己重新編曲成管弦樂。雖然他本人對於前者的編曲很滿意，不過由於評價不是很好，所以還是將其封印了。

### 海上孤舟
- 編曲：1906年
- 首演：1907年2月3日於巴黎，加布里埃爾·皮爾納指揮，科林管弦樂團演出。
- 出版：1950年（未於拉威爾生前出版）

### 丑角的晨歌
- 編曲：1918年
- 首演：1919年5月17日於巴黎，路內・巴吞指揮，帕多路管弦樂團演出。
- 出版：1923年

## 外部連結
- Miroirs：国际乐谱典藏计划上的乐谱
- Recording of Miroirs, performed by Thérèse Dussaut, in MP3 format:
  - "Noctuelles" （页面存档备份，存于）
  - "Oiseaux tristes" （页面存档备份，存于）
  - "Une barque sur l'océan" （页面存档备份，存于）
  - "Alborada del gracioso" （页面存档备份，存于）
  - "La vallée des cloches" （页面存档备份，存于）
- Recording of Miroirs, performed by Felipe Sarro: Archive.org